# SWA (話芸集団)
SWA（すわっ）は、新作落語などの創作・公演を行う集団であり（名称の由来は「創作話芸アソシエーション - Sousaku Wagei Association」)、2003年結成、2007年以降は4人の落語家で構成されていた。2011年解散、2019年再始動。

## 概要
2003年頃、新作落語会の一つ、「落語ジャンクション」の楽屋に居たメンバーを中心に誕生。メンバー同士で話し合った物語を皆で演じたり、過去に作った新作落語に手を加え新たな新作落語として発表するなども行った。2011年2月に、年内での活動休止を発表し、同12月5日に東京・よみうりホールで最終公演を行った。
2019年12月12日、13日によみうりホールで「SWAリターンズ～SWA傑作選」を開催して復活。
その後、2020年4月21日～23日、横浜にぎわい座で予定されていた「SWAクリエイティブツアー in にぎわい座」、7月27日〜30日に本多劇場で予定されていた公演は新型コロナウイルス感染防止のため開催中止となった。2020年は12月24日に日本特殊陶業市民会館ビレッジホールでの「大名古屋らくご祭2020 SWAブレンドストーリー『心をこめて』」(昼夜2公演）が唯一の開催となった。

## 他の落語家への影響
- 林家彦いちの指南で2009年5月に「新作集団DIMA」が結成された（メンバーは林家染弥（現：3代目林家菊丸）、桂三若、桂文鹿、笑福亭由瓶、桂三幸）。
- 桂あやめ・桂三風（現：桂慶枝（5代目））・笑福亭鶴笑・月亭遊方による「浪花LSD」も発足。2024年にユニット名を「浪花LED」に変更して11月にSWAのメンバーと岸和田市浪切ホールで『新作落語まつりin岸和田 SWAメンバー×浪花LED』が開催された[8][9]。

- 2017年には昇太門下の春風亭昇々をリーダーとする創作話芸ユニット「ソーゾーシー」が立ち上がっており、SWAと同じソニー（来福レーベル）からCDが販売されている。

## メンバー
- 林家彦いち 背番号「1」（彦いちの「いち」から） — 落語協会所属
- 三遊亭白鳥 背番号「2」（「2」が白鳥の形に似ていることから） — 落語協会所属
- 春風亭昇太 背番号「4」（昇太の「しょう」から） — 落語芸術協会所属
- 柳家喬太郎 背番号「6」（喬太郎の「ろう」から） — 落語協会所属

※背番号「5」は特定のメンバーには割り当てられず、「ゴ贔屓」さまを指す番号として欠番扱いとなっている。

## 元メンバー
- 3代目神田山陽 背番号「3」（山陽の「さん」から） — 落語芸術協会所属、2007年脱退

## 関連書籍
- 夢枕獏・SWA共著『落語・すばる寄席』（集英社）
- SWAメンバー交代執筆『新作日和』（「東京かわら版」2004.11月号～2011.11月号[10]）
- 高田文夫／笑芸人編『落語ファン倶楽部 vol.14 まるごとぜ～んぶ SWA』（2011年、白夜書房）
- 春風亭昇太、聞き手・松田健次  『落語ファン倶楽部 vol.7』 「独占激白。SWA五周年の超真実  いいですか、SWA解散はね、避けられない運命なんですよ！」（2009年、白夜書房）[11]
- 広瀬和生『21世紀落語史』（第20回）「SWA（創作話芸アソシエーション）」の結成 」（2018.8.2 「本がすき。」（光文社））
- 写真・橘蓮二、構成・佐藤友美、「SWA再始動！」林家彦いち・三遊亭白鳥・春風亭昇太・柳家喬太郎インタビュー（2020.3.28「東京かわら版」4月号）

## DVD
- SWAのDVD（来福　MHBW 277）
- SWAのDVD —古典アフター—（来福　MHBW 304）

## CD
- SWAのCD 2006 —夏休み—（来福　MHCL1802～3）
- SWAのCD 2007 —明日の朝焼け—（来福　MHCL1804～5）
- SWAのCD 2011 —楽語・すばる寄席シャッフル—（来福　MHCL1999～2000）
- SWAのCD FINAL —クリスマスの夜に—（来福　MHCL2163～4）